# 입체 교차

보통 입체 교차가 실시되는 곳에서의 선로 분기 모양.

유로스타의 입체 교차형 삼각선. 유로스타는 이곳을 시속 300km로 통과한다.

입체 교차(立體交叉)는 철도의 분기, 통행 방식의 변화 등으로 인한 통행 변환 등의 요인으로 인해 철도를 교차시킬 때, 다른 열차와의 교행이나 충돌 사고를 피하기 위해 입체적으로 철도를 건설하는 일이다. 보통 평행 교차로는 통행의 과부하가 생길 수 있을 때 많이 실시한다. 하지만 입체 교차가 아닌 타 방법으로 해결하는 방법도 있는데, 회기역의 경우, 용산-광운대간 운행체제에서 열차의 속도가 늦춰진다는 이유로 입체교차가 아닌 수도권 전철 경의·중앙선으로의 변환으로 일단락 되었다. 또한, 입체교차는 단순한 단선철도보다는 복선철도에서 많이 실시하는 편이다.

## 입체교차를 실시하는 경우
- 통행량이 많은 철도에서 철도 노선이 분기하는 경우(예 : 구로역에서 경부선과 경인선의 분기)
- 철도의 통행량이 많은 복선철도에서, 통행방식이 변화하여 방향을 바꿀 때. (예 : 서울 지하철 4호선의 남태령-선바위의 절연구간)

## 다른 방식으로 실시하는 경우
통행량이 많은 철도노선의 분기시 (경부선과 호남선의 분기, 또는 충북선과 태백선, 중앙선) 조차장에서 (대전조차장역, 제천조차장역) 다른 방법으로 분기한다.

## 주요 용도
1. 양 방향으로 수요가 많은 분기형 복선 철도의 노선 교차 시
2. 노선 방향이 다른 두 노선의 직결 (4호선과 과천선의 경우)
3. 방향별 복복선 노선과 선로별 복복선 노선의 배열 교환 시
4. 수요가 많은 두 별도 노선의 교차 배열을 피할 수 없는 경우

## 입체 교차가 발생하는 곳의 예시
이 목록에서 단순히 하나의 노선이 다른 노선 위나 아래로 지나가거나, 두개의 노선 사이에 삼각선을 두어 연결하는 경우는 제외되어 있다.

### 대한민국
- 경부고속선 · 호남고속선 오송역 : 현재 오송역 이남으로 호남고속선 하본선이 경부고속선 위를 입체교차하는 공사가 완료해서 2015년 4월 2일에 개통했다.
- 경부선 · 호남선 대전조차장역 : 호남선 하본선이 교각을 통해 경부선 위로 입체교차한다.
- 호남선 · 전라선 익산역 : 전라선 상본선이 교각을 통해 호남선 위로 입체교차한다.
- 경전선 · 전라선 순천역 : 경전선 및 전라선이 상하행 전후로 두 번 터널을 이용한 입체교차를 시행하며, 두번 다 전라선이 경전선 아래를 지나간다.
- ● 수도권 전철 1호선 구로역 ~ 구일역, 가산디지털단지역 : 하행 방면 경인2선과 경부2선, 경인1선과 경인2선, 경부 1선과 경부 2선간에 교각을 통한 입체교차가 발생한다.
- ● 수도권 전철 1호선 동묘앞역 ~ ● 서울 지하철 2호선 신설동역 : 동묘앞역과 신설동 역 사이 서울교통공사 소속 전철이 지하철 1호선 상선에서 분기하여 1호선 본선 아래로 분기하여 입체교차한다.
- ● 서울 지하철 2호선 신도림역 : 지선과 본선이 나뉘며, 지선 내선이 본선 아래를 터널로 입체교차한다.
- ● 서울 지하철 2호선 성수역 : 역시 지선과 본선이 나뉘며, 지선 외선이 본선 아래를 교각 아래로 입체교차한다.
- ● 수도권 전철 4호선 남태령역 ~ 선바위역 : 서울교통공사 4호선 구간과 코레일 과천선이 직결하는 구간으로, 통행방향이 다른 점을 개선하기 위해 상하행을 꼬아 반대 방향으로 자동 전위하는 특이한 형태를 가지고 있으며 상선은 하선 아래로, 하선은 상선 위로 꼬여 지나간다.
- ● 수도권 전철 5호선 강동역 : 지선과 본선이 나뉘며, 마천지선 상선이 본선 아래를 터널로 입체교차한다.
- ● 서울 지하철 9호선 · ● 인천국제공항철도 김포공항역 : 양 선이 상하행 방면으로 입체교차하여 상행방면과 하행 방면으로 한 층을 이루어 동시 접속하고, 다시 입체교차하여 본래 선으로 분리되는 형태이다.

### 일본
- 다카사키역 : 니가타 방면에서 호쿠리쿠 신칸센이 조에쓰 신칸센 서쪽으로 입체 교차한다.
- 오미야역 : 센다이 방면에서 조에쓰 신칸센이 도호쿠 신칸센 서북쪽으로 입체 교차한다.

## 같이 보기
- 조차장
- 대전조차장역
- 제천조차장역
- 환신최